# Лука, Элисабета
Элисабета Лука (рум. Elisabeta Luca, в девичестве Бирман; 1 января 1909 — ок. 1992) — румынская революционерка еврейского происхождения, участница румынского коммунистического движения, доброволец в Интернациональные бригады, деятельница французского Сопротивления. Автор нескольких книг, произведения которой были включены в программу обязательного чтения [уточнить]; жена Василе Лука.

## Биография
В 1933 году, во время учёбы в гимназии в Черновицах, познакомилась с членом коммунистической партии и первым мужем Абрамом Вайсманом и начала участвовать в революционном движении. Арестована за политическую деятельность 11 мая 1934 года, однако политической полиции так и не удалось узнать, что она была членом черновицкого комитета партии. По освобождении участвует в организации секции «Красной помощи» и в 1935 году, по рекомендации Ленуцы Тудораке, принята в Румынскую коммунистическую партию.
Снова арестована 7 ноября 1935 года, освобождена в 1936 году и направлена для партийной работы под руководством Симиона Бугича в Яссы. Эта работа прерывается массовыми облавами политической полиции, арестовавшей многих важных членов РКП и политическим «процессом 106», с помощью которого правительство пыталось положить конец коммунистической партии.
С помощью брата, секретаря префекта, Элисабета и Абрам Вайсман получают новые документы и скрываются в Чехословакии. Там они решают присоединиться к Интернациональным бригадам, чтобы сражаться в только что начавшейся гражданской войне в Испании. Для этого они переезжают в Базель и связываются с Коммунистической партией Швейцарии, однако в Испанию отправляют лишь Вайсмана — Элисабета остаётся, чтобы пройти дополнительную военно-медицинскую подготовку в Швейцарии и Франции.
Прибыв в Испанию, кроме выполнения непосредственных функций в управлении медицинской службы Альбасенте, пишет статьи и стихотворения для бюллетеня румынских добровольцев и занимается обучением грамоте санитарного персонала, не имеющего образования, а также становится секретарём Петре Борилэ. С завершением гражданской войны — во Франции, где участвует в деятельности Сопротивления против правительства Виши, а в марте 1941 года из Марселя отправляется в Москву.
В СССР работает в секции литературы на иностранных языках в Политиздате, участвует в деятельности румынской секции Коминтерна и становится секретарём Анны Паукер. Кроме этого работает на радио «Свободная Румыния». Там же знакомится с Василе Лука. В освобождённой Румынии становится членом Комитета кинематографии и редактором официального партийного органа «Скынтеи» (1950—1952); эти должности она вскоре была вынуждена покинуть в результате внутрипартийной борьбы и антисемитской кампании правительства Георгиу-Дежа.
Арестована 16 августа 1952 года по обвинению в «сионизме и участии в антипартийной группе Паукер-Лука-Джорджеску». Против Элисабеты Луки использовались показания полученные от арестованного в Черновцах в 1949 году Абрама Вайсмана, обвинившего её и Василе Лука в приверженности сионизму. Освобождена в ноябре 1954 года и вплоть до реабилитации в 1968 году работала на заводе. Восстановлена в партии без прерывания партийного стажа, в 1971 году, по решению секретариата ЦК РКП, ей была увеличена пенсия.

## Книги
- Chipuri din secuime. Editura Federaţie Democrate a Femeilor din România, 1946
- Legende Vechi, Legende Noui. Editura Scanteia, 1946